# Lucjan Markowski
Lucjan Markowski (ur. 1943) – polski samorządowiec i działacz polityczny, były prezydent Skierniewic. 

## Życiorys
Ukończył studia na Wydziale Prawa i Administracji Uniwersytetu Warszawskiego. W okresie PRL, w latach 1986–1989, pełnił funkcję prezydenta Skierniewic. W latach 1994–2006 sprawował urząd wójta gminy Słupia. Bez powodzenia starał się o reelekcję w wyborach w 2006. W latach 1998–2002 zasiadał w radzie miejskiej Skierniewic III kadencji wybrany z listy SLD, będąc jednocześnie członkiem zarządu miasta. W wyborach w 2010 ubiegał się bezskutecznie o mandat radnego z ramienia „Porozumienia dla Skierniewic” (PdS). 
Obecnie jest prezesem oddziału miejskiego PKPS. Był współzałożycielem Fundacji "Serce w naszym szpitalu".